# Ajuntament de Sant Sebastià
L'Ajuntament de Sant Sebastià és la institució que Governa la ciutat de Sant Sebastià (País Basc). Les seves dependències estan situades en l'antic Casino de la ciutat, al costat de la badia de la Concha.

## Edifici
L'edifici va ser construït en 1887 en els jardins d'Alderdi-Eder de Sant Sebastià. A la seva inauguració va assistir per primera vegada la reina Maria Cristina d'Habsburg. Està proper al Reial Club Nàutic. Va tancar com a Casino per la prohibició del joc en 1924.
El 14 d'abril de 1928 es va arribar a un acord per obrir en aquest edifici el Centre d'Atracció i Turisme. Més tard aquest ens es va traslladar a un edifici annex a l'Hotel María Cristina.
El 20 de gener de 1945 es va traslladar l'Ajuntament a aquest edifici. Els arquitectes Alday i Arizmendi van modificar el projecte inicial en 1943 i van transformar l'antic casino en Ajuntament. Fins llavors la casa consistorial es trobava en la Plaça de la Constitució (Parte Zaharra), actual seu de la Biblioteca Municipal.

## Administració municipal

### Alcaldia
Després de la restauració democràtica de 1977 i després d'un breu període en el qual una gestora municipal, encapçalada primer per Ramón Jáuregui i posteriorment per Iñaki Alkiza, es va encarregar del govern de la ciutat, es van celebrar les primeres eleccions democràtiques en 1979. Encara que no tenia majoria absoluta, Jesús María Alkain, del Partit Nacionalista Basc, com a candidat més votat, va accedir a l'alcaldia.
En la següent legislatura el va succeir en l'alcaldia el seu correligionari Ramón Labayen, també sense majoria absoluta. No obstant això, l'escissió d'Eusko Alkartasuna, que es va fer amb la majoria de militància del PNB a Sant Sebastià, va fer que en les següents eleccions (1987) el candidat d'EA fos el més votat. Va formar un govern de coalició minoritari amb Euskadiko Ezkerra, la qual cosa li va permetre mantenir-se en l'alcaldia durant la legislatura 1987–1991.
En 1991 Odón Elorza (PSE-EE/PSOE) es va convertir en alcalde sense majoria absoluta i gràcies al suport de PP i PNB. Des de llavors, s'ha mantingut al capdavant del consistori mitjançant diversos pactes (amb PNB i EA en 1995; amb PP en 1999), i des de 1999 fins a 2011 amb majoria de vots i d'escons. Després de les eleccions de 2007, forma govern amb el grup municipal d'Aralar-Alternatiba (anteriorment Aralar-Ezker Batua).
En 2011 fou substituït per Juan Carlos Izagirre, de Bildu, cap de la formació més votada i la que va obtenir més regidors.

#### Alcaldes des de les eleccions de 1979
| Alcalde                        | Inici de mandat | Fi de mandat | Partit                             |
| Jesús María Alkain Martikorena | 1979            | 1983         | EAJ-PNV                            |
| Ramón Labayen Sansinenea       | 1983            | 1987         | EAJ-PNV                            |
| Xabier Albistur Marín          | 1987            | 1991         | Eusko Alkartasuna                  |
| Odón Elorza                    | 1991            | 2011         | PSE (1991-1993) PSE-EE (1993-2011) |
| Juan Carlos Izagirre           | 2011            | en el càrrec | Bildu                              |

### Composició del ple de l'ajuntament des de 1979
| Candidatura                                     | Legislatura | Legislatura | Legislatura | Legislatura | Legislatura | Legislatura        | Legislatura        | Legislatura | Legislatura          |
| Candidatura                                     | 1979–1983   | 1983–1987   | 1987–1991   | 1991–1995   | 1995–1999   | 1999–2003          | 2003–2007          | 2007-2011   | 2011-2015            |
| Bildu                                           | ~           | ~           | ~           | ~           | ~           | ~                  | ~                  | ~           | 8                    |
| PSE-EE ¹ / PSE-PSOE                             | 4           | 7           | 5           | 5           | 7           | 9                  | 10                 | 11          | 7                    |
| Euskadiko Ezkerra (EE) ¹                        | 3           | 2           | 4           | 2           | ~           | ~                  | ~                  | ~           | ~                    |
| Partit Nacionalista Basc (EAJ-PNV)              | 9           | 10          | 3           | 4           | 3           | 7 a                | 9 a                | 5           | 6                    |
| Eusko Alkartasuna (EA)                          | ~           | ~           | 7           | 6           | 5           | (coalició amb PNV) | (coalició amb PNV) | 2           | (contenida en Bildu) |
| Euskal Herritarrok (EH)² / Herri Batasuna (HB)² | 6           | 5           | 6           | 5           | 4           | 5                  | ~                  | ~           | ~                    |
| Partit Popular (PP) / CP / CI                   | 5           | 3           | 2           | 5           | 7           | 6                  | 7                  | 6           | 6                    |
| Ezker Batua (EB-B) / EPK-PCE                    | 0           | 0           | 0           | 0           | 1           | 0                  | 1                  | 3 b         | 0                    |

Notes
¹ En 1993 EE s'integrà en el PSE-PSOE.

² En 2003 EH i HB foren il·legalitzades.

a PNV i EA es presentaren plegades a les eleccions de 1999 i 2003.

b En 2007 EB-B es presentà amb Aralar a les eleccions.